# Aeroportul Ensenada
Aeroportul Ensenada (IATA: ESE, ICAO: MMES) este un aeroport din Baja California, Mexic ce deservește zona Ensenada. A fost numit după zona deservită.
Situat la o altitudine de 20 m, aeroportul dispune de 1 pistă. Este operat de Secretaría de la Defensa Nacional de México⁠(d).

## Infrastructură

### Piste
Aeroportul dispune de o singură pistă. Pista 11/29 are suprafața de asfalt și dimensiunile 1.600 m × 35 m. 